# Karl Adam
Karl Adam (Opava, 1876. július 24. – Graz, 1944. április 3.) osztrák író.

## Élete
Apja bádogos volt. Szülővárosában tanári képesítést szerzett, ezután négy évig Felixdorfban tanított egy általános iskolában. 1900-ban felhagyott a tanítással, és postai szolgálatba állt. 1908-ban költözött Grazba. 1916 és 1918 közt különböző postahivatalok vezetője volt, utoljára Észak-Olaszországban. Irodalmi pályafutását az első világháború előtt kezdte, témája elsősorban a háború volt. A Südmark Egyesület megbízásából néhány brosúrát is írt. A háború után munkái egyre inkább a nagynémet nemzeti elképzelések szellemében íródtak, mint újságíró egyike volt azoknak, akik újságírói szinten előkészítették az Anschlusst. Az 1930-as évek elejéig több verseskötetet és drámát is publikált, valamint monográfiákat, illetve három ifjúsági regényt. A nácik 1933-as német hatalomátvétele után a stuttgarti Loewe kiadó több könyvét is kiadta. Ausztria náci korszakában Grazban élt nyugdíjas postamesterként. Első világháborús érdemeiért Érdemkeresztet kapott. Tagja volt a Német Tornászszövetségnek 1920 és 1936 közt. 1927-ben részt vett a Stájer Írók Szövetségének megalapításában, s a szövetség 1939-es feloszlatásáig annak tagja, néha vezetőségi tagja volt. Nevének változatai: Adam Kappert, Karl Adam-Kappert.

## Munkái
- Heimfriede und Weltlärm (1912)
- Weltbrandgluten (1915, 2. kiadás: 1916)
- Europa steht in Flammen (1915)
- Schafft Kriegerheimstätten! (1916)
- In Schmach und Ketten (1920)
- Verlorene Erde (1921)
- Schollensegen (1922)
- Das völkische Jahr (1924)
- Ingomar (1925)
- Elisabeth von Thüringen (1929)
- Goldene Garben (1931)